# Lindemans Aalst
Lindemans Aalst – belgijski męski klub siatkarski z siedzibą w Aalst. Klub występuje w rozgrywkach Volleyliga. Większość czasu klub nazywał się VC Euphony Asse – Lennik. W 2016 roku klub poddał się zmianie, ponieważ hala sportowa Sportcomplex Molenbos została rozebrana i nosi nazwę Lindemans Aalst.

## Sukcesy
Mistrzostwo Belgii:
- 1. miejsce (2x): 1987, 1988
- 2. miejsce (6x): 1985, 1989, 1993, 2011, 2012, 2015
- 3. miejsce (16x): 1986, 1992, 1999, 2000, 2001, 2002, 2005, 2006, 2007, 2008, 2009, 2010, 2017, 2018, 2019

Puchar Belgii:
- 1. miejsce (4x): 1985, 1992, 1993, 2015

Superpuchar Belgii:
- 1. miejsce (1x): 2015

## Polacy w klubie
| Lata gry                      | Imię i nazwisko         |
| ----------------------------- | ----------------------- |
| 1986-1987 1993-1994 1997-1998 | Jerzy Strumiło (trener) |
| 1993-1994                     | Andrzej Martyniuk       |
| 1994-1995                     | Mirosław Skotnicki      |
| 1994-1995                     | Mariusz Szyszko         |
| 1996-1998                     | Arkadiusz Czapor        |
| 1997-1999                     | Dariusz Grobelny        |
| 2008-2010                     | Maciej Alancewicz       |
| 2012-2014                     | Igor Grobelny           |
| 2014-2015                     | Maciej Kałasz           |
| 2014-2015 2018-2020           | Janusz Górski           |
| 2014-2015                     | Piotr Orczyk            |
| 2015-2020                     | Adrian Staszewski       |
| 2016-2017 2021-2022           | Kamil Droszyński        |
| 2017-2018                     | Krzysztof Modzelewski   |
| 2018-2019                     | Patryk Strzeżek         |
| 2018-2019                     | Jan Firlej              |
| 2019-2022                     | Jakub Rybicki           |

## Kadra
Sezon 2021/2022
- Pierwszy trener: Johan Devoghel
- Asystent trenera: Geert Walravens

| Nr | Imię i nazwisko      | Data ur. | Wzrost | Pozycja      |
| -- | -------------------- | -------- | ------ | ------------ |
| 1  | Kamil Droszyński     | 1997     | 190    | rozgrywający |
| 2  | Robin Overbeeke      | 1989     | 198    | atakujący    |
| 4  | Tim Verstraete       | 1999     | 174    | libero       |
| 6  | Robbe Van de Velde   | 2002     | 201    | przyjmujący  |
| 7  | Renars-Pauls Jansons | 2002     | 196    | atakujący    |
| 8  | Peter Ondrovič       | 1995     | 200    | środkowy     |
| 9  | Egor Bogachev        | 1997     | 203    | przyjmujący  |
| 10 | Alejandro Vigil      | 1993     | 205    | środkowy     |
| 11 | Seppe Van Hoyweghen  | 2000     | 195    | rozgrywający |
| 12 | Simon Van De Voorde  | 1989     | 208    | środkowy     |
| 14 | Jakub Rybicki        | 1998     | 196    | przyjmujący  |
| 17 | Seppe Baetens        | 1988     | 191    | przyjmujący  |

Sezon 2020/2021
- Pierwszy trener: Johan Devoghel
- Asystent trenera: Geert Walravens

| Nr | Imię i nazwisko                  | Data ur. | Wzrost | Pozycja      |
| -- | -------------------------------- | -------- | ------ | ------------ |
| 1  | François Lecat                   | 1993     | 200    | przyjmujący  |
| 3  | Wout D’Heer                      | 2001     | 202    | środkowy     |
| 4  | Tim Verstraete                   | 1999     | 174    | libero       |
| 5  | Twan Wiltenburg                  | 1997     | 205    | środkowy     |
| 6  | Robbe Van de Velde               | 2002     | 201    | przyjmujący  |
| 7  | Francesco Zoppellari             | 1997     | 185    | rozgrywający |
| 9  | Jeroen Oprins                    | 1994     | 201    | przyjmujący  |
| 10 | Danny Poda (do 04.01.2021)       | 1999     | 190    | przyjmujący  |
| 11 | Seppe Van Hoyweghen              | 2000     | 195    | rozgrywający |
| 12 | Simon Van De Voorde              | 1989     | 208    | środkowy     |
| 13 | Matěj Šmídl                      | 1997     | 207    | atakujący    |
| 14 | Jakub Rybicki                    | 1998     | 196    | przyjmujący  |
| 17 | Tristan Willems                  | 1996     | 180    | libero       |
| 18 | Jelle Van Hemelryck              | 1995     | 175    | przyjmujący  |
|    | José Pedro Gomes (od 04.01.2021) | 1994     | 198    | przyjmujący  |

Sezon 2019/2020
- Pierwszy trener: Johan Devoghel
- Asystent trenera: Geert Walravens

| Nr | Imię i nazwisko     | Data ur. | Wzrost | Pozycja      |
| -- | ------------------- | -------- | ------ | ------------ |
| 1  | Dries Hoeyberghs    | 1986     | 190    | rozgrywający |
| 2  | Samuli Kaislasalo   | 1995     | 204    | atakujący    |
| 4  | Tim Verstraete      | 1999     | 174    | libero       |
| 5  | Twan Wiltenburg     | 1997     | 205    | środkowy     |
| 6  | Seppe Van Hoyweghen | 2000     | 195    | rozgrywający |
| 7  | Tim Smit            | 1989     | 201    | środkowy     |
| 9  | Jeroen Oprins       | 1994     | 201    | przyjmujący  |
| 10 | Janusz Górski       | 1992     | 195    | przyjmujący  |
| 11 | Gertjan Claes       | 1985     | 191    | przyjmujący  |
| 12 | Simon Van De Voorde | 1989     | 208    | środkowy     |
| 14 | Jakub Rybicki       | 1998     | 196    | przyjmujący  |
| 16 | Adrian Staszewski   | 1990     | 196    | przyjmujący  |
| 17 | Markkus Keel        | 1995     | 190    | rozgrywający |
| 18 | Tristan Willems     | 1996     | 180    | libero       |

Sezon 2018/2019
- Pierwszy trener: Johan Devoghel
- Asystent trenera: Geert Walravens

| Nr | Imię i nazwisko     | Data ur. | Wzrost | Pozycja      |
| -- | ------------------- | -------- | ------ | ------------ |
| 1  | Patryk Strzeżek     | 1989     | 202    | atakujący    |
| 3  | Dennis Deroey       | 1987     | 191    | libero       |
| 4  | Laszlo De Paepe     | 1996     | 202    | środkowy     |
| 5  | Fredric Gustavsson  | 1997     | 197    | atakujący    |
| 6  | Seppe Van Hoyweghen | 2000     | 195    | rozgrywający |
| 7  | Tim Smit            | 1989     | 201    | środkowy     |
| 10 | Janusz Górski       | 1992     | 195    | przyjmujący  |
| 11 | Gertjan Claes       | 1985     | 191    | przyjmujący  |
| 12 | Robbe Vandeweyer    | 1995     | 198    | przyjmujący  |
| 13 | Jan Firlej          | 1996     | 188    | rozgrywający |
| 16 | Adrian Staszewski   | 1990     | 196    | przyjmujący  |
| 18 | Martijn Colson      | 1994     | 203    | środkowy     |

Sezon 2017/2018
- Pierwszy trener: Johan Devoghel
- Asystent trenera: Geert Walravens

| Nr | Imię i nazwisko       | Data ur. | Wzrost | Pozycja      |
| -- | --------------------- | -------- | ------ | ------------ |
| 1  | Dennis Deroey         | 1987     | 191    | libero       |
| 2  | Wessel Keemink        | 1993     | 197    | rozgrywający |
| 4  | Laszlo De Paepe       | 1996     | 202    | środkowy     |
| 5  | Frank Depestele       | 1977     | 191    | rozgrywający |
| 6  | Seppe Van Hoyweghen   | 2000     | 195    | rozgrywający |
| 10 | Sakari Mäkinen        | 1995     | 189    | przyjmujący  |
| 11 | Gertjan Claes         | 1985     | 191    | przyjmujący  |
| 12 | Gert van Walle        | 1987     | 197    | atakujący    |
| 13 | Jhon Wendt            | 1994     | 198    | środkowy     |
| 14 | Ivan Mihalj           | 1990     | 210    | środkowy     |
| 15 | Krzysztof Modzelewski | 1992     | 198    | przyjmujący  |
| 16 | Adrian Staszewski     | 1990     | 196    | przyjmujący  |
| 18 | Martijn Colson        | 1994     | 203    | środkowy     |

Sezon 2016/2017
- Pierwszy trener: Johan Devoghel
- Asystent trenera: Geert Walravens

| Nr | Imię i nazwisko   | Data ur. | Wzrost | Pozycja      |
| -- | ----------------- | -------- | ------ | ------------ |
| 1  | Lou Kindt         | 1997     | 203    | przyjmujący  |
| 4  | Tijmen Laane      | 1988     | 206    | przyjmujący  |
| 5  | Frank Depestele   | 1977     | 191    | rozgrywający |
| 7  | Reinis Pekmans    | 1993     | 203    | atakujący    |
| 9  | Samuel Walker     | 1995     | 208    | przyjmujący  |
| 10 | Wannes De Beul    | 1991     | 195    | środkowy     |
| 11 | Kamil Droszyński  | 1997     | 190    | rozgrywający |
| 12 | Philipp Kroiss    | 1988     | 184    | libero       |
| 14 | Ivan Mihalj       | 1990     | 210    | środkowy     |
| 16 | Adrian Staszewski | 1990     | 196    | przyjmujący  |
| 17 | Michaël Parkinson | 1991     | 203    | środkowy     |
| 18 | Roman Abinet      | 1991     | 197    | atakujący    |

Sezon 2015/2016
- Pierwszy trener: Johan Devoghel
- Asystent trenera: Geert Walravens

| Nr | Imię i nazwisko               | Data ur. | Wzrost | Pozycja      |
| -- | ----------------------------- | -------- | ------ | ------------ |
| 1  | Lou Kindt                     | 1997     | 203    | przyjmujący  |
| 5  | Frank Depestele               | 1977     | 191    | rozgrywający |
| 6  | Robbert Andringa              | 1990     | 192    | przyjmujący  |
| 7  | Dirk Sparidans                | 1989     | 180    | libero       |
| 8  | Seppe Baetens                 | 1989     | 191    | przyjmujący  |
| 10 | Rune Fasteland                | 1995     | 204    | środkowy     |
| 11 | Robin Overbeeke               | 1989     | 197    | atakujący    |
| 12 | Dries Hoeyberghs              | 1986     | 190    | rozgrywający |
| 13 | Reinis Pekmans                | 1993     | 203    | atakujący    |
| 14 | José Miguel Sugrañes Martínez | 1985     | 201    | środkowy     |
| 15 | Lienert Cosemans              | 1993     | 203    | rozgrywający |
| 16 | Adrian Staszewski             | 1990     | 196    | przyjmujący  |
| 18 | Martijn Colson                | 1994     | 203    | środkowy     |

Sezon 2014/2015
- Pierwszy trener: Johan Devoghel
- Asystent trenera: Geert Walravens

| Nr | Imię i nazwisko               | Data ur. | Wzrost | Pozycja      |
| -- | ----------------------------- | -------- | ------ | ------------ |
| 1  | Maciej Kałasz                 | 1986     | 201    | środkowy     |
| 4  | Dries Heyrman                 | 1991     | 200    | środkowy     |
| 6  | Robbert Andringa              | 1990     | 192    | przyjmujący  |
| 7  | Dirk Sparidans                | 1989     | 180    | libero       |
| 8  | Seppe Baetens                 | 1989     | 191    | przyjmujący  |
| 9  | Carsten Möller                | 1991     | 193    | rozgrywający |
| 10 | Jasper Diefenbach             | 1988     | 195    | środkowy     |
| 11 | Robin Overbeeke               | 1989     | 197    | atakujący    |
| 12 | Janusz Górski                 | 1992     | 193    | przyjmujący  |
| 13 | Tim Verschueren               | 1978     | 192    | rozgrywający |
| 14 | José Miguel Sugrañes Martínez | 1985     | 201    | środkowy     |
| 17 | Piotr Orczyk                  | 1993     | 198    | przyjmujący  |

Sezon 2013/2014
- Pierwszy trener: Johan Devoghel
- Asystent trenera: Geert Walravens

| Nr | Imię i nazwisko                | Data ur. | Wzrost | Pozycja      |
| -- | ------------------------------ | -------- | ------ | ------------ |
| 2  | Manuel Parres                  | 1984     | 200    | środkowy     |
| 4  | Koen Verplancke                | 1988     | 204    | środkowy     |
| 5  | Igor Grobelny                  | 1993     | 193    | przyjmujący  |
| 6  | Robbert Andringa               | 1990     | 192    | przyjmujący  |
| 7  | Dirk Sparidans                 | 1989     | 180    | libero       |
| 9  | Schrijver Leonard De           | 1990     | 193    | przyjmujący  |
| 10 | Francisco Alberto Abreu Lopez  | 1982     | 186    | rozgrywający |
| 11 | Robin Overbeeke                | 1989     | 197    | atakujący    |
| 13 | Tim Verschueren                | 1978     | 192    | rozgrywający |
| 14 | Mathias Loftesnes              | 1989     | 194    | przyjmujący  |
| 17 | Jacek Ratajczak                | 1986     | 215    | środkowy     |
| 18 | Edson Lemos Felicissimo Junior | 1984     | 195    | atakujący    |